# Condado de Montgomery (Texas)
El condado de Montgomery es uno de los 254 condados del estado estadounidense de Texas. La sede y ciudad más poblada del condado es Conroe. Este condado posee un área de 2.789 km² (los cuales 85 km² están cubiertos por agua), la población de 455.746 habitantes, y la densidad de población es de 163 hab/km² (según censo nacional de 2010). La población estimada para 2019 fue de 607.391. Este condado fue fundado en 1837.

## Educación
El Lone Star College System gestiona colegios comunitarios.
Distritos escolares en el condado son:
- Distrito Escolar Independiente de Conroe
- Distrito Escolar Independiente de Magnolia
- Distrito Escolar Independiente de Montgomery
- Distrito Escolar Independiente de New Caney
- Distrito Escolar Independiente de Richards
- Distrito Escolar Independiente de Splendora
- Distrito Escolar Independiente de Tomball
- Distrito Escolar Independiente de Willis